# ۲۰ ساعت در آمریکا
۲۰ ساعت در آمریکا (انگلیسی: 20 Hours in America) نمایش دو قسمت ابتدایی فصل چهارم سریال بال غربی است.